# 格吕尼
格吕尼（法語：Grugny，法語發音：[ɡʁyɲi]）是法国滨海塞纳省的一个市镇，属于鲁昂区。

## 地理
格吕尼（49°37'17"N, 1°6'36"E）面积3.18 平方千米，位于法国诺曼底大区滨海塞纳省，该省份为法国北部沿海省份，其西部及北部濒大西洋英吉利海峡，东起顺时针与索姆省、瓦兹省、厄尔省和卡爾瓦多斯省接壤。
与格吕尼接壤的市镇（或旧市镇、城区）包括：克莱尔、弗里什梅尼勒。

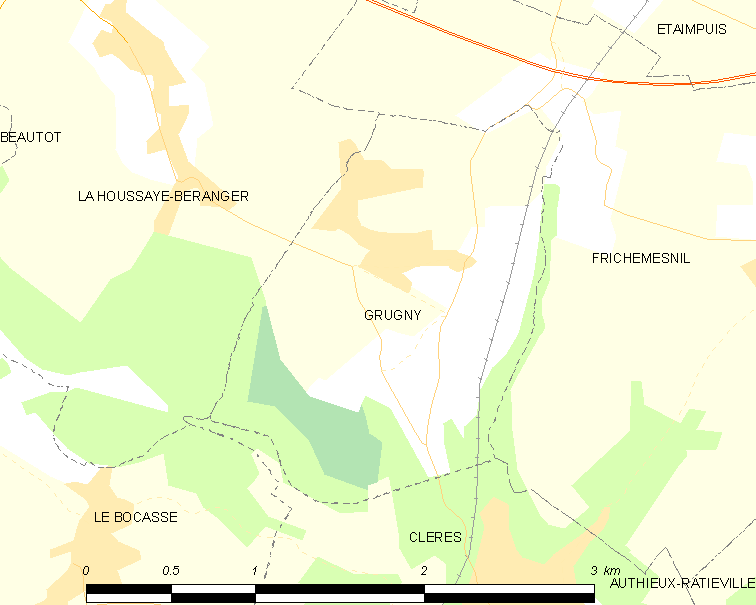
格吕尼的OSM定位图

格吕尼的时区为UTC+01:00、UTC+02:00（夏令时）。

## 行政
格吕尼的邮政编码为76690，INSEE市镇编码为76331。

## 政治
格吕尼所属的省级选区为布瓦纪尧姆县。

## 人口

1962-2008年间格吕尼人口变化图示

格吕尼于2022年1月1日时的人口数量为1009人。